# Стерьо Стерьовски
Стерьо Антонов Стерьовски (името се среща и като Стерио или Стерко Стериовски) е български революционер, костурски войвода на Вътрешната македоно-одринска революционна организация.

## Биография
Стерьо Стерьовски е роден във влашко семейство през 1876 година в костурското село Смърдеш, тогава в Османската империя. Завършва трети клас и през 1902 година става четник в Македония.
На 31 май участва с четата си във воденото от Васил Чекаларов голямо сражение с турски аскер при Локвата, в което Стерьовски е тежко ранен. През Илинденско-Преображенското въстание е районен (участъков) войвода в Костурско. На 29 август 1903 година Стерьо, пак с Чекаларов, дава голямо сражение при Апоскеп.
Стерьо Стерьовски загива в сражение с андарти при Буковик в Преспа на 16 май 1905 година. В същото сражение участват Христо Цветков и Никола Кузинчев, Пандо Кляшев, Атанас Кършаков и Митре Влаха. Георги Попхристов казва за него:
| „ | ... един много храбър момък. Той стана жертва на своята прекалена храброст. | “ |